# Devil May Cry 5
Devil May Cry 5 (parfois abrégé DMC 5) est un jeu vidéo d'action japonais de type hack 'n' slash développé par Capcom Production Studio 1 et édité par Capcom, sorti le 8 mars 2019 sur PlayStation 4, Xbox One et Windows. Une version remasterisée, Devil May Cry 5 Special Edition, est sortie sur PlayStation 5 et Xbox Series le jour du lancement des consoles. 
Le jeu est le cinquième volet canonique de la série Devil May Cry, onze ans après la parution de l'opus précédent, Devil May Cry 4.

## Trame
L'histoire se déroule plusieurs années après les évènements de Devil May Cry 4, un puissant démon nommé Urizen vole le sabre Yamato à Nero, lui tranchant son bras démoniaque au passage puis fait sortir des Enfers le Qlipoth, un arbre démoniaque qui se nourrit du sang des humains, à Red Grave City, V un homme mystérieux avertit Dante de la situation et ce dernier décide d'aller combattre aux côtés de Trish et Lady mais s'avère impuissant face au démon. Trish et Lady sont capturées et emprisonnées dans des démons et le Qlipoth envahit la ville et tue ses habitants. 
Un mois plus tard Nero se rend en ville accompagné de V et de Nico, fille d'Agnus, qui a conçu un bras artificiel pour Nero. Après avoir délivré Lady, Nero part affronter Urizen mais V se lance à la recherche de Sparda pour doper les pouvoirs de Nero, il retrouve l'épée ainsi qu'un Dante comateux puis après l'avoir réveillé l'informe de la situation. 
Dante sauve Trish puis absorbe le pouvoir de Sparda afin de tenir tête à Urizen et part sauver Nero qui n'a aucune chance face au monstre. V révèle alors son identité à Trish : il est la moitié humaine de Vergil , frère jumeau de Dante qui était encore en vie, séparé de sa partie démoniaque , Urizen, par Yamato. Dante sauve Nero et repousse Urizen mais ce dernier se rend sous le Qlipoth pour dévorer son fruit devenant ainsi encore plus fort. 
Dante le bat néanmoins mais V en profite pour se réunir avec lui reformant Vergil qui invite Dante à un duel final fratricide , leur combat est néanmoins interrompu par Nero qui a éveillé son vrai pouvoir après avoir appris de Dante que Vergil est son père et lui son oncle, ce dernier les force à coopérer ensemble et les deux frères se rendent en enfer pour couper l'arbre et refermer le portail , restant dans le monde inférieur et confiant le Devil May Cry ainsi que la protection de la terre à Nero.

## Distribution
- Karlo Baker (VA : Johnny Young Bosh) : Nero
- Emily Bador : Nicoletta Goldstein
- Adam Cowie (VA : Reuben Langdon) : Dante
- Maxim Nazarov : Vergil
- Ariana Diamant : Trish
- Owen Hamze : V
- Andrea Tivadar : Lady
- Stephanie Sheh : Kyrie
- Antony Fitzgerald : J.D. Morrison
- Maxim Nazarov : Urizen
- Ariana Diamant : Eva

## Système de jeu
Devil May Cry 5 est un jeu d'action de type hack 'n' slash. Le joueur incarne l'un des trois personnages jouables selon le niveau, tous ayant des niveaux prédéfinis, bien que le choix du personnage joué soit donné au joueur lors de deux niveaux durant le jeu, chaque personnage ayant un style de jeu lui étant propre : le personnage principal Nero, Dante et un autre protagoniste,. Les combats se veulent réalistes ; le joueur ne pouvant stopper l'animation d'un coup, avant d'enchaîner un second.

## Développement
Devil May Cry 5 est développé par Capcom Production Studio 1, un studio japonais de développement et le premier interne à la société Capcom. L'équipe de développement se compose, entre autres, d'Hideaki Itsuno, directeur créatif de Devil May Cry 2, 3 et 4, et à nouveau à charge de ce poste ; et de Michiteru Okabe et Matthew Walker, tous deux producteurs,. 
La franchise Devil May Cry, lancé en 2001, se compose de quatre opus canoniques, dont le dernier (Devil May Cry 4), remonte à 2008. Au fil des années une communauté importante de fans s'est construite autour de la franchise[réf. souhaitée]. En 2013, le reboot DmC: Devil May Cry développé par Ninja Theory, même s'il fut bien accueilli par la critique, divisait les fans. D'une part, sa direction artistique était jugée trop lointaine par rapport à celle des précédents opus canoniques et d'autre part, le jeu ne constituait pas une suite à DMC 4, comme le souligne Stuart Turner, directeur d'exploitation à Capcom, « [DmC: Devil May Cry] était très bon mais il y avait du mécontentement parce que ce n'était pas une suite directe »,,. Capcom décide alors de se baser sur les attentes de la communauté afin de construire DMC 5,. « Le jeu est né à partir de ce que voulaient les fans », ajoute Stuart Turner. 
Avec Devil May Cry 5, Capcom souhaite rassembler les fans autour d'un traditionnel DMC, en s'inspirant des trois premiers volets canoniques,,. Pour parfaire son objectif, la firme japonaise mise sur le photoréalisme. De ce fait, le jeu tourne sur le moteur RE Engine, conçu à l'origine par Capcom pour Resident Evil 7 (2017), lui permettant d'améliorer les effets de lumières et d'atteindre un affichage fluide à 60 images par seconde, et ce, de manière constante,,. Le rendu photoréaliste du jeu est accentué par le recours au MotionScan qui a été utilisé afin de capturer les mouvements exécutés par les acteurs ainsi que l'expression de leur visage et la distorsion de leurs vêtements,. Selon Matthew Walker, la technologie a donné « les meilleures animations faciales que Capcom ait jamais produites ». 
Selon les producteurs, le développement du jeu débute « un an avant la sortie de la Special Edition du quatrième volet [Devil May Cry 4] » ; c'est-à-dire en 2014. En juin 2018, au moment de l'E3, le développement du jeu est achevé à 75%.

## Audio
La musique du jeu est dynamique et s'adapte à la situation de jeu en cours.
De plus, chaque personnage jouable possède son propre thème de combat qui correspond a chacun. Les thèmes sont faits par Casey Edward.

## Promotion
En juin 2018, Devil May Cry 5 est dévoilé officiellement à la presse par Capcom, à l'occasion de l'E3 2018 durant la conférence de Microsoft,. L'annonce du jeu était pourtant attendue depuis plusieurs années par la presse spécialisée, parfois à cause de fuites sporadiques sur Internet, alors que le désir d'un nouvel opus canonique s’était également installé chez les fans depuis 2008, date de sortie de Devil May Cry 4. En effet, dès 2015, l'existence du jeu semblait avoir été trahie lorsque Capcom publiait ses perspectives pour les trois années fiscales à venir (jusqu'au 31 mars 2018), où figurait la mention d'un Devil May Cry. De même, en 2016, un comédien norvégien renseignait sur Internet sa participation au doublage de Devil May Cry 5, avant que l'information ne soit rapidement supprimée. Aussi, début 2017, Hideaki Isuno indiquait s'exercer à annoncer un nouveau jeu pour l'E3 2017, peut-être un Devil May Cry (l'annonce sera finalement annulé lors de la convention, Capcom préférant miser essentiellement sur la promotion de Monster Hunter: World),. De plus et surtout, fin 2017, une partie de la communauté de fans de la série, impatient de l'officialisation du jeu, dévoilait sur un forum de nombreuses informations, promettant la véracité de celles-ci contre leur bannissement du forum à vie. Enfin début 2018, un revendeur allemand listait en ligne le jeu pour PlayStation 4 et Xbox One, avant de le retirer aussitôt, tandis que le nom de domaine « www.devilmaycry5.com » était réservé à partir de mai.
En août 2018, une démo du jeu est présenté et jouable lors de la Gamescom 2018,.